# Komunismus v Česku

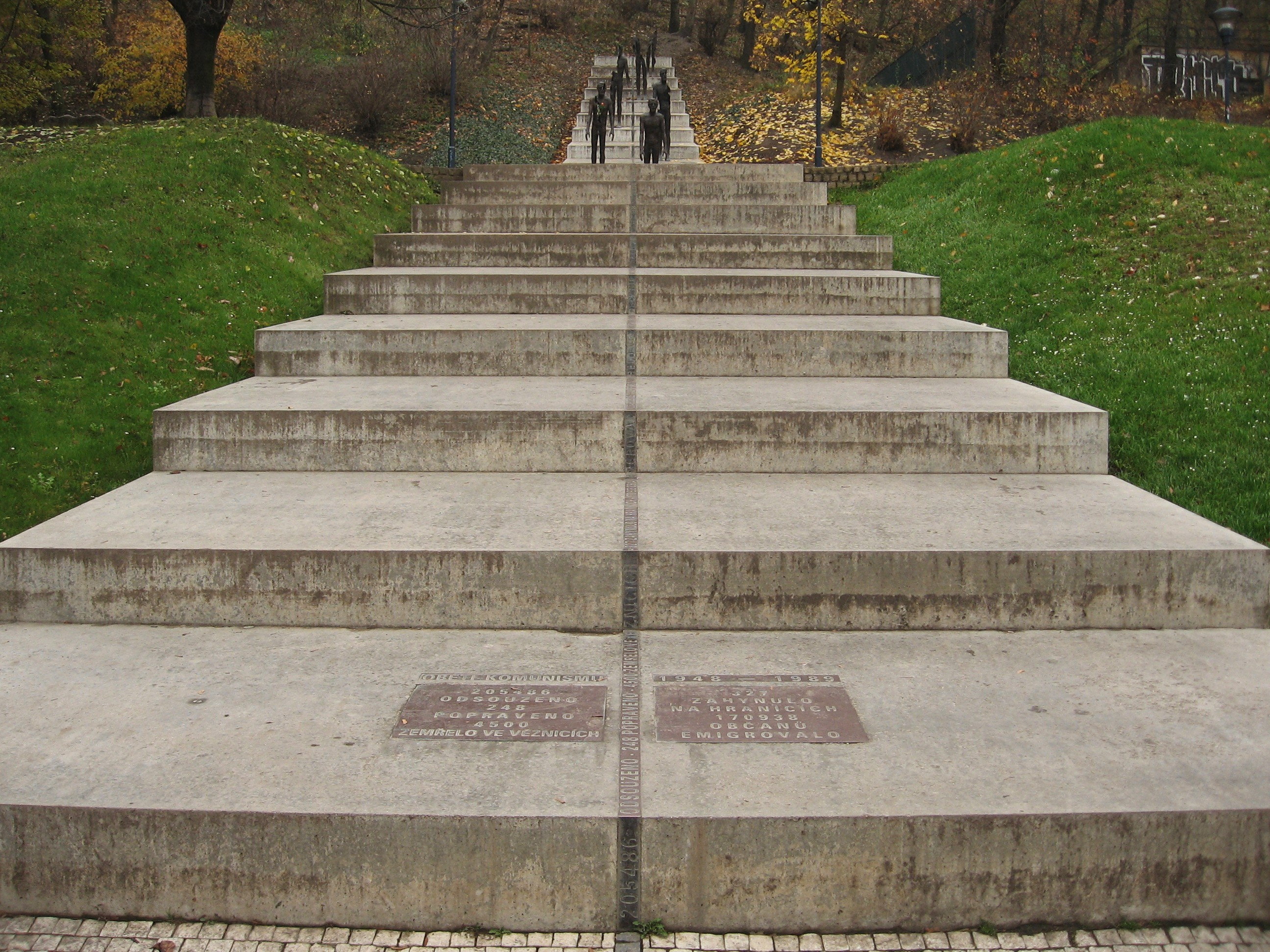
Pomník obětem komunismu Olbrama Zoubka na Petříně (Praha 5)

Komunismus má jako názorový proud a hnutí v Česku dlouhou historii.

## Historický vývoj
Poprvé se začal významně prosazovat v první polovině 20. let 20. století, po vzniku KSČ v roce 1921. Mnoho komunistů bylo tehdy i mezi umělci a významnými osobnostmi veřejného života. Když se v roce 1927 stal Klement Gottwald předsedou strany, zahájil její postupné směřování k stalinskému a sovětskému komunismu, který začal být v demokratické republice považován za nebezpečný.
Podpořeni pro český národ neblahou Mnichovskou dohodou a ještě dřívější neblahou velkou hospodářskou krizí získali po válce komunisté jistý kredit, díky kterému v ČSR jako v jediné zemi tehdy vznikajícího Východního bloku vyhráli demokratické volby. Během několika málo let se tak komunismus stal oficiální politikou, rychle vytlačující ostatní názory na uspořádání poválečného Československa. ČSR se stala sovětským spojencem, lidově demokratickým státem. Únor 1948, kdy došlo k oficiálním převzetí moci komunisty (a faktické skončení politické plurality), začal být oficiálně oslavován jako začátek nové doby.
Odpůrci nového režimu byli krutě pronásledováni a utlačováni – politickými vykonstruovanými procesy, různými zákony, represemi i jinými prostředky, mnohdy odporujícími lidským právům. Více než 5 tisíc z nich se stalo obětí justičních vražd, zemřelo ve vězení nebo bylo zavražděno pohraniční stráží při pokusu uprchnout do zahraničí, asi čtvrt miliónu jich bylo uvězněno nebo jinak omezováno na svobodě.
V šedesátých letech, poté, co v SSSR nastalo (a v Československu rovněž) jisté uvolnění poměrů, začalo se opět o komunismu mluvit. Snaha o československou cestu "Komunismu s lidskou tváří" však zkrachovala poté, co zemi v srpnu 1968 obsadila vojska Varšavské smlouvy, z velké části tvořená právě silami sovětskými. Nastalo období normalizace, kdy komunistická státní moc obnovila svojí vládu takřka nad vším. Původní ideje a myšlenky tak zcela zprofanovaly a neoživil je ani reformní program „přestavby“ z konce 80. let, inspirovaný sovětskou perestrojkou.

## Současná situace
Po roce 1989 naopak začalo hledání chyb původních období. Komunismus jako takový se stal symbolem něčeho zastaralého a neprogresivního; v politice získala významnou roli v levici sociální demokracie, respektující plně systém parlamentní demokracie západního typu. Komunistické hnutí tak v 90. letech a na přelomu století tak čítalo jen v podstatě starší členy KSČM a úzkou skupinu mládeže, vytvářející vlastní komunitu a z části se organizující v různých spolcích.
Z mládežnických organizací je nejvýznamnější je Komunistický svaz mládeže, který se zaměřuje na masy. Vedle KSM působí několik skupin (např. REVO) zaměřené především na vysokoškolskou mládež a mladé intelektuály hlásící se především k odkazu trockismu. Dále v ČR působí skupiny anarchokomunistů a zřejmě i nacionálních bolševiků.
Komunisté jsou součástí české politické scény, nejsilnější komunistickou stranou je dnes KSČM. Současná strana je následovník KSČ, vzniklý po roce 1990 jako organizace pro českou a moravskou část československé federace. Ačkoliv se v několika vystoupeních zřekli významní členové strany komunistických metod, ve svém programu stále jako svůj cíl uvádějí odstranění kapitalismu, vybudování sociálního státu a následně socialismu a „usměrňované hospodaření kolektivů zaměstnanců podniků“. Strana se jako celek zřekla stalinismu, s výjimkou jednoho křídla, nezřekla se však praktik předlistopadové KSČ. I proto se také nestala v evropském parlamentu součástí největšího levicového bloku, ale menší Evropské severské levice, kde se nacházejí politické strany z okraje levého spektra.

## Zákaz komunistických symbolů a hnutí
Čas od času se objeví snahy komunismus, nebo jeho symboly, postavit mimo zákon – jako například petice z února 2005 Zrušme komunisty. Senátoři Martin Mejstřík, Richard Sequens, Josef Novotný, Jan Horník a Jaromír Štětina předložili 27. července 2007 návrh novely trestního zákona, která měla výslovně zakázat propagaci komunistického hnutí i komunistických symbolů; 26. března 2008 byl návrh senátem zamítnut.
Kritici ale poukazují na otázku, co s těmi, kteří jsou sice v duchu a jednání „komunisté“, tedy zastávají nebo používají praktiky z dob totality, ale nevystupují pod tímto označením. Zastánci zákazu komunismu nebo jeho symbolů a názvu pro politicky činné organizace poukazují na nutnost se s totalitní minulostí vypořádat, takový zákaz považují za první krok. Současné právo poskytuje možnost šíření a propagaci komunismu trestat podle paragrafů 356, 403 a 404 trestního zákoníku (40/2009 Sb.) a popírání genocidy spáchané komunisty podle § 405 téhož zákoníku. Existuje rovněž zákon o protiprávnosti komunistického režimu (198/1993 Sb.).
| „                   | Zhovadilost všeobecná povstane byť by komunisté i jen v jedné generaci panovati měli. | “ |
| — František Palacký |                                                                                       |   |